# 浜崎あゆみ
浜崎 あゆみ（はまさき あゆみ、1978年〈昭和53年〉10月2日 - ）は、日本の女性歌手、シンガーソングライター。所属レーベルはavex trax。2000年前後に自身作詞でミリオンセラーを連発し、CD総売上枚数が5000万枚を超えた日本の歴代女性ソロアーティスト1位。愛称は「ayu」。

## 概要
モデルや女優としての活動を経て事務所を移籍、1998年4月8日に1stシングル『poker face』でソロ歌手としてデビュー。歌手デビュー後の楽曲については、オリジナル曲は全て自身で作詞し、一部「CREA」名義で作曲も手がけている。
浜崎の歌詞は大衆からの圧倒的な支持を得た。また、日本発の「ギャル」という概念を創出して広めた歌手でもある。
声質に倍音を持っており、高音共鳴が効いた幅広い音域で歌えるため、デスクトップミュージックとの相性が良く、多くのジャンルの曲を歌いこなせた。
楽曲、衣装、ミュージックビデオ、雑誌、CDジャケットのレイアウト、ライブ演出などビジュアルアートまで、本人が徹底して確認する。
おもに1999年 - 2000年代前半まで大ヒットを連発。2012年発売のベストアルバムリリースによりシングル・アルバムの総売上枚数が5000万枚を突破、B'z、Mr.Childrenに続き、オリコン史上3組目、5年5か月振りの記録を達成。総売上枚数が5000万枚を越えたのはソロアーティスト並びに女性アーティストとしてはオリコン史上初の快挙であった。アジア圏で人気があり、世界で売れたアーティストのランキングにも入っている。

### 影響
1999年1月発売のデビューアルバム『A Song for ××』が約145万枚を売り上げて歌手としてブレイクを果たすと女子中高生を中心に彼女のファッションやメイクを真似する若者たちが増え、マスコミなどから「女子高生のカリスマ」と呼ばれるようになった。ファッションリーダーとしてネイルアート、サングラス、豹柄などが流行し、社会現象となった。ベストジーニストやネイルクイーンでは殿堂入りも果たしている。
2001年3月期において、所属レコード会社エイベックス社の売上高・利益の4割を稼ぎ出し、同年秋にアルバムの発売延期の情報が流れただけで株価が下落するなど、同社の経営状態を左右するほど看板歌手としての浜崎の存在感は高まり、浜崎頼りの同社の経営体質の弱点が巷間で「あゆ依存」と揶揄された。
2004年にエイベックスの経営方針を巡って当時の専務松浦勝人と依田巽会長が争った際には、浜崎あゆみの言動が大きな影響を与えた。

## ロゴマーク

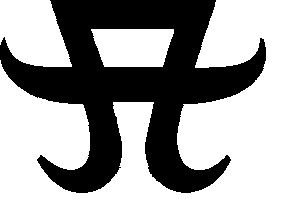
浜崎あゆみのロゴマーク

浜崎あゆみには、大文字の「A」を象ったロゴマーク（ブランドマーク）が存在する。
ロゴマークの原型が初めて登場したのは1999年8月11日に発売されたシングル『A』である。このシングルでは収録曲の「monochrome」「too late」「Trauma」「End roll」をそれぞれ1トラック目にしたシングルを用意した。
そこで「同じ曲が収録された異なるシングル」を表現する手段として、「A」をロゴ化してカラーバリエーションを用意した。この「A」のロゴマークは、浜崎のサインを基にデザイン事務所の「ライス」がデザイン化したもので、浜崎のサインでは「A」の先が尖らないことも考慮された。
その後、このときの「A」のロゴマークとそれを左右反転させたものを組み合わせて、現在のロゴマークが完成した。このロゴマークは、神社の鳥居のシルエットが着想になっている。

## 来歴

### 1978年 - 1997年 キッズモデル、アイドル時代
フラワーデザイナーである浜崎まり子の長女として生まれる。小学生の頃にSOSモデルエージェンシー福岡にスカウトされ、「浜崎くるみ」の芸名で福岡中央銀行のポスターや地元商業広告に登場。その後、東京のサンミュージック（現：サンミュージックプロダクション）を紹介され、所属することとなる。
1993年、14歳でテレビ朝日系テレビドラマ『ツインズ教師』でドラマ初出演し、女優としてデビュー。1994年、15歳で芸名を「浜﨑あゆみ」（「崎」の異体字「﨑」）に改名し、同年4月に堀越高等学校芸能活動コースに入学。16歳から17歳にかけて『渚のシンドバット』『未成年』や『闇のパープル・アイ』などテレビドラマ・映画に出演。また「AYUMI」名義でアルバム『NOTHING FROM NOTHING』のリリース（1995年）なども行った。デビュー前から3本もCMが決まっていた。
1995年に当時可愛いと評判の店員として六本木のヴェルファーレに入り浸っており、そのVIPルームでエイベックス創業者であり当時専務だった松浦勝人と知り合う。その約1年後、浜崎が「エイベックスで（歌手を）やりたい」と口にしたことと、96年末にサンミュージックとの契約が切れたことをきっかけに、松浦からエイベックスに誘われる。
翌1997年夏、浜崎はボイストレーニングのため3ヶ月間ニューヨークへ渡り、エイベックスからの歌手として再デビューへの入念な準備が始まった。松浦曰く、浜崎は既にドラマに出演していたので、海外レッスンを経て昔のイメージを断ち切りたかった。当初は3 - 4人組のグループを結成し、ボーカルに浜崎を据えるつもりでいたが本人が断り、ソロになった。

### 1998年 - 2000年 歌手デビュー、怒涛のCDラッシュと大ブレイク、女子高生のカリスマへ
1998年4月8日発売の1stシングル『poker face』で「浜崎あゆみ」として19歳で歌手デビュー。デビュー時からエイベックス内で巨大プロジェクトチームが立ち上がり、莫大な広告費と綿密な計画で2か月に1枚ずつCDがリリースされ、多くの化粧品会社や製菓メーカーなどとタイアップし、テレビ・雑誌などのメディアに短期間で掲出した。8月5日発売の3rdシングル『Trust』で初のトップ10入りを果たし18万枚を記録。この年だけで5枚のシングルをリリースし、徐々に浜崎あゆみの知名度・注目度が上がる。同年12月28日、ニッポン放送”浜崎あゆみのオールナイトニッポン”で初ラジオMCを務める番組中に浜崎を否定する人たちが電話をかけてきて話をすると、彼女は自らの生い立ちを語ることで相手をすっかり共感させて泣かせてしまう。その反響は凄まじく、翌日には浜崎の公式サイトの掲示板がパンクするほどであった。浜崎の言葉、経験から来る歌詞が説得力を増し、多くの若者たちを勇気づけた。命を救われた人だっていると投稿があった。
その結果、1999年1月1日発売の1stアルバム『A Song for ××』がオリコンチャート1位を初獲得。渋谷の街を浜崎の顔で一色にするなど”街をジャックする斬新な宣伝方法”と”本人が手掛けた歌詞”が話題となり、自身初のミリオンセラーとなる。同年つんく♂プロデュースの4月14日発売の7thシングル『LOVE 〜Destiny〜 / LOVE 〜since1999〜』でシングルでも初のオリコンチャート1位を獲得。この頃から本人出演でJT「桃の天然水」、HONDA「ジョルノクレア」、花王「AUBE」、森永製菓「こんがりショコラ」などのCMに立て続けに出演し、7月14日発売の9thシングル『Boys & Girls』が3週連続1位を獲得、自身出演CM曲を4曲収録した翌8月11日発売の10thシングル『A』がシングル扱いでは初のミリオンセラーを記録し、夏に大ブレイクを果たす。この年のリリースしたシングルを全て含む同年11月10日発売の2ndアルバム『LOVEppears』は同日発売の11thシングル『appears』と共に上半身裸で胸を髪で隠す白肌と黒肌のジャケットが話題となり、ダブルミリオンを記録。同年12月31日の『第50回NHK紅白歌合戦』に初出場を果たす。この年だけで7枚のシングルにオリジナルアルバム2枚、リミックスアルバムなど毎月怒涛のリリースラッシュで他の追随を許さない勢いと露出量で一気にトップアーティストに躍り出た。この頃から女子高生・ギャルを中心にカリスマ的存在となり、浜崎のブレイクに伴い、ライヴ・コンサート・アーティストのグッズ・エッセイ・写真集など、広告代理店のような発想で音楽以外の利益を生み出すビジネスモデルも形が整っていった。
2000年4月より自身がセルフプロデュースを務める初めてのコンサートツアーに挑むも、左耳の疾患（内耳性突発難聴）により一部の公演を延期した。同年、KOSE「VISSE」やTU-KAなどのCMキャラクターに起用されメディアにおける存在感を更に強め、4月から6月にかけて絶望三部作と称して3ヶ月連続でシングルをリリース。中でも、6月7日発売の16thシングル『SEASONS』は136万枚のミリオンセラーを記録。これらを収録した9月27日発売の3rdアルバム『Duty』は同時発売の17thシングル『SURREAL』と共に豹柄のジャケットやPVが大きな話題となり予約が殺到し、オリジナルアルバム自身最高の290万枚を記録。同年11月、全日本有線放送大賞でグランプリを受賞した。以降、2001年と2002年のALL JAPANリクエストアワード、2003年のベストヒット歌謡祭でもグランプリを受賞し、4連覇を達成している。同年12月13日発売の19thシングル『M』ではCREAとして初めて作曲を手掛け、マリア像を意識した衣装が話題となり132万枚のミリオンセラーを達成。同年12月31日には2度目の紅白出場と同時に、初のカウントダウンライブを開催。同年も7枚のシングルに6枚のアルバムをリリースし、CD総売上げ200億円を突破するなど人気は頂点に達していた。

### 2001年 - 2003年 A BEST発売、レコード大賞3連覇
2001年2月28日には1stシングル『poker face』から8thシングル『TO BE』までの計8作品が12cmシングルとしてリミックスを追加して再発売され、オリコン週間ランキング20位 - 31位に全作がランクインし、いずれも売上を2-3万枚伸ばすなど人気絶頂ぶりを見せつけた。
同年3月28日、デビュー丸3年にして自身初のベストアルバム『A BEST』を発売。宇多田ヒカルの2ndアルバム『Distance』の発売日にぶつけるなどの過去最大級規模のプロモーションを実施したことでマスコミによる連日の報道合戦となり、結果として自身最高の400万枚以上の売上を記録。夏には東京、大阪、名古屋、福岡の4大ドームツアーを行った。この年リリースした作品は全て首位を獲得し、年末には75万枚を記録した9月27日発売の24thシングル『Dearest』で日本レコード大賞を初受賞し、3度目の紅白出場。12月12日には『songnation』に参加し、小室哲哉の作曲、自身の作詞のもとアメリカ同時多発テロ事件チャリティシングル『a song is born』をglobeのKEIKOとの共作でリリース。デビューからCDリリースラッシュの勢いを止めることなく同年もシングル6枚にアルバム5枚を発売し、史上初二年連続CD総売上げ200億円を突破した。
2002年1月1日発売の4thアルバム『I am...』がダブルミリオンを記録。『タイム』誌アジア版3月25日号の表紙を飾り、第一回MTV ASIA AWARDSで特別名誉賞を受賞。2002年4月24日発売の26thシングル『Free & Easy』は雑誌『Free & Easy』とのコラボレーション企画であり、同時に雑誌の別刊『浜崎共和国』を発売する。7月24日発売の27thシングル『H（3曲A面）』が、日本のシングルCDの売り上げが全体的に低迷しはじめた2002年において唯一、オリコン・日本レコード協会でのシングルミリオンセラーを記録（100万枚出荷記念版含む）。9月26日発売の28thシングルは、「Voyage』に合わせて6年ぶりに女優として演じた短編映画『月に沈む』が公開。10月12日、初のレギュラー及び総合司会を務める番組『ayu ready?』がスタートした。12月18日発売の5thアルバム『RAINBOW』では初の英語歌詞にも挑戦し、ミリオンセラーを記録。年末、67万枚を記録した「Voyage』で日本レコード大賞を2年連続で受賞し、4度目の紅白出場を果たす。
2003年3月12日発売のバラードベスト『A BALLADS』ではファン投票により選曲された。5thアルバム『RAINBOW』の初回盤購入者がインターネット上のみで聴くことができたインスト楽曲に、10万人以上のメッセージを読んだ浜崎あゆみ自身が詞をつけて完成させた「RAINBOW」が収録された。この頃から歌番組などでコーラスがつくようになる。10月、シングル30枚発売記念スペシャルライブ『A museum 〜30th single collection live〜』が行われた。12月17日に初のミニアルバム『Memorial address』を発売し、ミリオンセラーを記録。ボーナストラック以外の収録曲全てに対しプロモーション・ビデオが作られるなど億単位の制作費を投入し、この頃からプロモーション・ビデオの製作に力を入れるようになった。年末、37万枚を記録した11月6日発売の31stシングル『No way to say』で史上初のレコード大賞3連覇を達成し、5度目の紅白出場を果たす。

### 2004年 - 2006年 エイベックスお家騒動、歌手業専念期
2004年3月20日、総合司会を務めていた番組『ayu ready?』の放送が終了。この頃からCM等のキャラクターの多くを降板し、歌手業に専念している。7月末、エイベックスお家騒動が起こり（→諸騒動、エイベックス参照）、これ以降は年末の賞レースを辞退。同年12月15日発売の6thアルバム『MY STORY』がミリオンセラーを記録、これが2020年現在では自身最後のミリオンとなっている。32ndシングル『Moments』で6度目の紅白出場。
2005年には愛・地球博開会式第三部にて『a song is born』を披露。36thシングル『fairyland』で7度目の紅白出場。

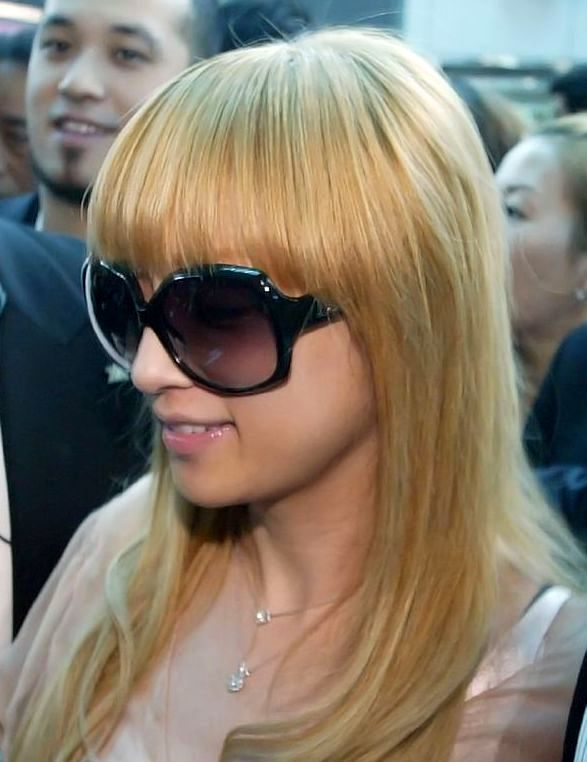
台湾にて(2007年)

2006年6月21日発売の40thシングル『BLUE BIRD』ではソロ歌手および女性ボーカルでは史上初のシングル総売上2,000万枚を達成する。同年8度目となるNHK紅白歌合戦では、11月29日に発売された8thアルバム『Secret』より「JEWEL』を選曲し、初めてアルバム曲を披露することになった。

### 2007年 - 2009年 A BEST 2発売、歌手デビュー10周年
2007年2月28日、『A BEST 2 -BLACK-』『A BEST 2 -WHITE-』が発売された。オリコンチャート1位および2位を初登場で獲得。自身初のアジアツアー（香港、台湾、上海）を開催。7月18日発売の41stシングル『glitter/fated』のDVDには香港の俳優・余文楽（ショーン・ユー）と共演したショートフィルムが収録。12月5日には、初のデジタル・ダウンロード規格のみのシングル『Together When...』を発表。前年に続き、この曲で9度目の紅白に出場。
2008年4月8日にデビュー10周年記念を迎え、それを記念してシングル・コレクション・アルバム『A COMPLETE 〜ALL SINGLES〜』発売等、10周年記念の活動を行った。2009年3月25日発売の10thアルバム『NEXT LEVEL』では、日本人アーティストとしては初となるUSBメモリ形態を発売した。「Mirrorcle World』で10度目の紅白歌合戦に初のトップバッターとして出場。

### 2010年 - 2012年 50thシングル

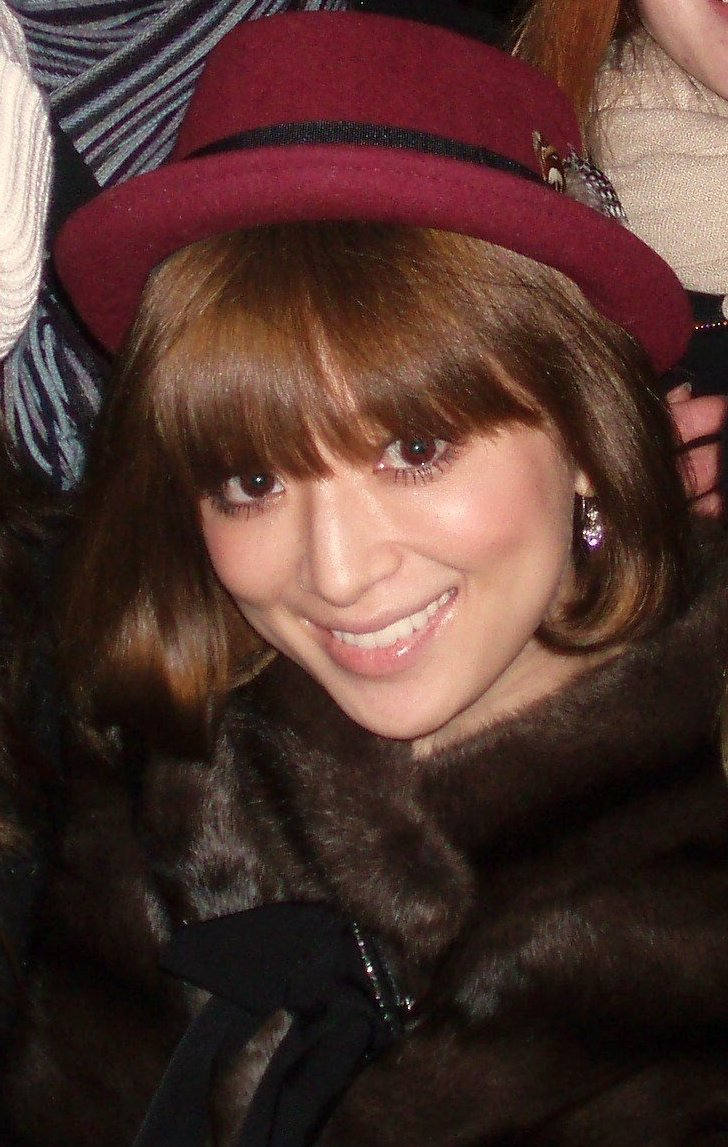
ロンドンにて(2010年)

2010年、シングル50枚目の発売に向けて、作曲者を槇原敬之や、デビュー曲「poker face」などの作曲を手がけた星野靖彦や、活動再開をしたばかりの小室哲哉を作曲として迎え、3作連続シングルリリースし、『ayumi hamasaki Rock'n'Roll Circus Tour FINAL 〜7days Special〜』と題して、代々木体育館で7日間ツアーファイナルを開催した。8月より、日本のアーティストとしては初のデジタル3Dでのライブコンサート映画『A3D ayumi hamasaki ARENA TOUR 2009 A 〜NEXT LEVEL〜』が公開。12月には、浦田直也との共作「Dream ON』をリリース。浜崎が自分以外のアーティストの作品を手掛けるのは今回が初となった。
2012年8月8日、ベストアルバム『A SUMMER BEST』をリリース。このベストアルバムのリリースによりシングル、アルバムの総売上枚数が5000万枚を突破し、B'z、Mr.Childrenに続き、オリコン史上3組目、5年5か月ぶりの記録を達成した。総売上枚数が5000万枚を越えたのはソロアーティスト並びに女性アーティストとしてはオリコン史上初の快挙であった。同年末、14回目の紅白歌合戦では自身初となる過去のヒットメドレーを披露。

### 2013年 - 2015年 歌手デビュー15周年
2013年4月8日にデビュー15周年を迎え、それを記念して、2012年11月8日から2013年3月8日までの毎月8日に5ヶ月連続でリリースを行った。同年にはデビュー15周年を記念して『ayumi hamasaki 15th Anniversary TOUR 〜A BEST LIVE〜』を開催。同年末、15回目となる紅白歌合戦に出場し、6年連続でトップバッターとして2004年「INSPIRE』を披露。
2014年11月23日、15年連続で出場・史上最多となる6回のトップバッターを務め、番組功労者でもあったNHK紅白歌合戦の同年選考から漏れることがNHK側から事前に通達される。浜崎自身は「ひとつの終焉」と受け止め、同番組の卒業を自身のツイッターにて発表した。この頃からCDの制作に時間をかけるようになり、シングルのリリースを控え、アルバムに専念するようになる。
2015年4月22日、法務省の特別矯正監を務める杉良太郎の呼びかけで、刑務所や少年院へ慰問し講演、歌唱などを通じて受刑者の改善更生を図ることを目的とした同省初の「矯正支援官」に就任。

### 2016年 - 2018年 A BEST発売から15年、歌手デビュー20周年
2016年3月28日、『A BEST』の発売から15周年を記念したリマスター盤の『A BEST -15th Anniversary Edition-』をリリース。年末恒例のカウントダウンライブの会場である国立代々木競技場第一体育館が、2017年春より約2年間の耐震補強工事のため使用ができず、同会場にてのカウントダウンライブが17年目である本年度の公演をもって一旦終了となった。
この頃からアルバムや新譜制作などを控え、ライブツアーやイベント等を中心に専念したり、InstagramなどSNSをメインに発信するようになる。
2018年4月にデビューから20周年を記念して、全国アリーナツアー『ayumi hamasaki ARENA TOUR 2018 〜POWER of MUSIC 20th Anniversary〜』が開催された。

### 2019年 - 小説『M 愛すべき人がいて』、歌手デビュー25周年
2019年8月1日、浜崎あゆみおよび松浦勝人への取材を元にまとめた小松成美の小説『M 愛すべき人がいて』（幻冬舎）が発売され、初週3.8万部を売り上げた。同著を原作としたテレビドラマが2020年4月からテレビ朝日系で放送開始された。
2020年2月20日、全国ツアー「ayumi hamasaki TROUBLE TOUR 2020 A 〜サイゴノトラブル〜』を埼玉県三郷市でスタートさせたが、翌21日の同地での公演を最後に、新型コロナウイルス感染拡大を受けての開催自粛に入り、5月19日、最終的に残り全公演計36公演の中止が発表された。
2020年7月5日、ドラマ『M 愛すべき人がいて』の最終回に合わせて、約2年ぶりの新曲「オヒアの木』が配信限定リリース。この曲名は、浜崎オリジナル曲として初めての日本語タイトル。
2021年11月4日、右足首を骨折。6日、日本ガイシホール（名古屋）での「ayumi hamasaki ASIA TOUR 2021-2022 A 〜23rd Monster〜」の公演後に急な体調不良により病院に救急搬送され、アナフィラキシーショックとの診断を受けた。7日の同公演の開催は中止された。13日、「17LIVE 4th Anniversary meets 浜崎あゆみ総合プロデュース"シンガー発掘オーディション"」の最終審査会に審査員として参加し、仕事復帰した。16日、骨折した右足首の手術が終了し、退院したことを報告。
2023年1月25日、6年半振りとなるオリジナルアルバム『Remember you』を発売。オリコンチャートで6位を記録し、本人にとって54作目のアルバムトップ10入りとなり、女性アーティストによる「アルバム通算TOP10入り獲得作品数」は歴代1位タイから、歴代単独1位となった。4月8日、東京都・国立代々木競技場第一体育館にてデビュー25周年ライブ「ayumi hamasaki 25th Anniversary LIVE」を開催。
2023年7月8日から2024年3月24日までデビュー25周年を記念した、およそ3年半振りの全国47都道府県ホールツアー「ayumi hamasaki 25th Anniversary Live Tour」を開催。
2024年11月1日より、16年ぶりとなるアジアツアー『ayumi hamasaki ASIA TOUR 2024 A ～I am ayu～』を中国・上海のメルセデス・ベンツアリーナより開始。翌日に行われた2日目の公演では同会場での海外アーティスト歴代観客動員数を更新し、史上最高動員記録を樹立した。
2024年12月31日、東京・国立代々木競技場第一体育館にて『ayumi hamasaki COUNTDOWN LIVE 2024-2025 A ～I am ayu～』を開催。また同公演のアンコールには、浦田直也がサプライズ出演した。
2025年4月8日、フジテレビ系 月9ドラマ『続・続・最後から二番目の恋』主題歌として書き下ろした楽曲「mimosa」を配信リリース。なお、浜崎が月9ドラマ主題歌を手掛けるのは、2000年に発売した「SEASONS」（『天気予報の恋人』主題歌）以来25年ぶりとなる。また同日にアジアツアー『ayumi hamasaki ASIA TOUR 2025 A I am ayu -ep.II-』を千葉・LaLaアリーナ TOKYO-BAYより開始。

## 人物
名字の「浜崎」（濱﨑）の正しい読み方は「はまざき」ではなく、「はまさき」である。

### 趣味・嗜好
2007年から初の日本国外での公演（台北、香港、上海）を含むライブツアーを本格的に行い、東アジア地域への進出も果たしている。歌手デビュー前にボイストレーニングのために渡米しているが、デビュー当時は英語は不得意とコメントしており、ほとんどの歌詞は日本語であった。しかし、2002年以降は英語詞を含めた楽曲も多く発表している。2006年にCNNの日本特集『Japan now』期間中に放送された対談番組『Talk Asia』では、短時間ではあったが英語を披露している。
犬、特に小型犬が好きで、チワワやダックスフントなどを飼っている。仕事場に連れてきており、ライブツアーのMC中にステージに登場したり、ミュージックビデオに出演することもあった。

### 婚約（結婚）・離婚・出産
2011年1月1日、カウントダウンライブ終了直後、ツイッターおよび自身のファンクラブのブログにて、ロサンゼルス在住オーストリア出身のモデル・俳優のマニュエル・シュワルツ（50thシングル『L』収録のウェディングソング「Virgin Road」を含む3部作のミュージックビデオで共演していた男性）と結婚することを発表。同日、アメリカ合衆国ネバダ州ラスベガスにて挙式した。ただし、日本国内での婚姻手続きをしていなかったため、戸籍上は未婚のままであった（アメリカのみでの入籍であった）。のち2012年1月16日、ファンクラブのブログにて彼との離婚の意向を発表し、翌日、離婚申請が受理された。
2013年12月12日、自身のファンクラブのブログにてロサンゼルス在住の年下の医学部大学院生の男性と婚約（再婚）を発表。2014年3月3日、代理人として本人の母親が都内の区役所に婚姻届と米国の結婚証明書を提出した。しかし、2016年9月11日、公式ファンクラブサイトのブログにて離婚する意向を発表した。
2020年1月1日、公式ファンクラブサイト「Team Ayu」において、前年11月に第1子の男児を極秘出産をしていたことを明かした。結婚はしていない。
2020年10月2日、第2子妊娠が発表される。相手の男性は、第2子の父親も第1子と同じ男性と報道されている。2021年5月1日、第2子の出産を報告。

### 内耳性突発性難聴
2000年、初のコンサートツアーの第二幕直前に多忙なスケジュールの積み重ね等の理由によって、左耳の疾患（内耳性突発性難聴）を患い、一部公演を延期した。医者からは「すぐ治療にとりかかるべきだ」と告げられていたが、ツアーを強行した。後に左耳の聴覚が弱くなる後遺症を負ったことを公表した。その後も定期健診は受けるが、治療のための休養をとらなかった。そのため、2008年1月4日、自身のファンクラブのブログにおいて、以前から抱えていた左耳の疾患（内耳性突発難聴）が悪化し、2007年末頃には医者から「治療の術はない」と、左耳の聴覚が完全に失われ治らなくなったことを告白した。

### その他の疾患
2008年12月24日、過労による貧血で高所から落下。右手に全治3週間の重傷を負い、出演予定だった音楽番組の出演を急遽辞退。その後の自身のカウントダウンライブや初のトップバッターで登場するNHK紅白歌合戦の出演も危ぶまれたが、緊急手術後、医者の条件付出演を行った。
2011年9月16日、滞在先の米国で急性咽頭炎を発症し、体調不良で帰国する航空機に搭乗できなかったため、この日出演する予定であった音楽番組『ミュージックステーション』への出演を急遽取りやめた。出演については意欲的であり、手配の際の心情を自身のTwitter及びファンクラブ公式ブログに書き込みをしている。「出演に間に合うまで各地の航空会社搭乗券を探している」内容の発言など、謝罪している。

### デマ被害
2002年1月末、インターネット掲示板を発端として、ライブ会場で「浜崎あゆみが身障者の少女を罵倒した」と動画付きの噂が流れた。新聞報道にまで拡大し、公式サイトやファンHPが荒らしに遭った。avexの会長兼社長（当時）の依田巽も声明文を発表。一方、本人の声明文でなかったことなどから大炎上に繋がる。雑誌『Free & Easy』とのコラボレーション雑誌『浜崎共和国』において「自分がデマを撒かれたことよりも、そのデマにファンが迷ったり辛い思いをしたのなら、その方がよっぽど辛い」とコメントを発表している。本件が影響してこの年の『ayumi hamasaki ARENA TOUR 2002 A』は、浜崎のライブで初めてスポンサー無しとなり、2003年1月に発売された問題の『ayumi hamasaki COUNTDOWN LIVE 2001-2002 A』のDVDはアンコールの大部分が（ラストの「Endless sorrow "gone with the wind ver."」以外）カットされている。

### エイベックスお家騒動
2004年7月30日、当時エイベックス専務の松浦勝人は、会長であった依田巽と経営方針が決裂し別会社を設立することを表明した。その直後、浜崎自身もマスコミに対し「彼の存続と共に浜崎あゆみの行方も決めさせて頂きたいと思っております。」と歌手デビューの際に世話になり自身のプロデューサーである松浦に追従し移籍する考えを明らかにした。当時、エイベックスの売り上げの40％を稼いでいた浜崎の表明が決定的な打撃となり、株は暴落、株主からの抗議が殺到し、エイベックス社内は混乱した。8月3日に浜崎の表明を大きく受け、経営陣は方針を変更し、松浦は執行役員として復帰してのちに社長に就き、移籍の懸念等は解消された。

### 渋谷ゲリライベント
2009年4月7日午後3時ごろ、渋谷109前のイベントスペースで自身の書籍宣伝を行った。しかし、ゲリラであったにもかかわらず、数千人の見物客が集まり、その一部が車道にはみ出すなどして交通を混乱させた。6月10日、道路使用許可を得ずにイベントを行ったとして、警視庁が道路交通法違反（道路不正使用）容疑でエイベックス・エンタテインメントなど数カ所を家宅捜索。8月27日、警視庁はイベントを主催したエイベックス・マネジメントなど3社と担当者ら11人を書類送検した。

### その他
田園調布にある邸宅を10億円で購入してマスメディアに公開された。不動産物件情報は、地上3階建て邸内にパーティルーム60畳、ゲストルーム50畳、ベッドルーム37畳を備え、坪170万 - 180万円、敷地面積約280坪で、土地だけで5億円近い、としている。

## タイアップ一覧
| 曲名                           | タイアップ                                                              | 発売年 |
| ------------------------------ | ----------------------------------------------------------------------- | ------ |
| poker face                     | TBS系『COUNT DOWN TV』2月・3月度オープニングテーマ                      | 1998年 |
| YOU                            | チバビジョン フォーカスデイリーズ CM-CFソング                           | 1998年 |
| YOU                            | テレビ東京系『ASAYAN』エンディングテーマ                                | 1998年 |
| Trust                          | 花王『ソフィーナ オーブ ルージュフィーリア』CMソング                    | 1998年 |
| For My Dear...                 | 森永製菓『メレンゲショコラ』CMソング                                    | 1998年 |
| Depend on you                  | TBS系『COUNT DOWN TV』12月度エンディングテーマ                          | 1998年 |
| Depend on you                  | PS用ゲームソフト『サウザンドアームズ』オープニングテーマ                | 1998年 |
| Two of us                      | PS用ゲームソフト『サウザンドアームズ』エンディングテーマ                | 1998年 |
| WHATEVER                       | テレビ東京系『ASAYAN』2月度エンディングテーマ                           | 1999年 |
| WHATEVER                       | セブンイレブン バレンタインキャンペーン イメージソング                  | 1999年 |
| LOVE 〜Destiny〜               | フジテレビ系ドラマ『セミダブル』挿入歌                                  | 1999年 |
| LOVE 〜since 1999〜            | フジテレビ系ドラマ『セミダブル』主題歌                                  | 1999年 |
| TO BE                          | 日本たばこ産業『桃の天然水』CMソング                                    | 1999年 |
| TO BE                          | フジテレビ系ドラマ『天気予報の恋人』挿入歌                              | 1999年 |
| Boys & Girls                   | 花王『AUBE』CMソング                                                    | 1999年 |
| Boys & Girls                   | マクドナルド『平成バーガー 大復活』CMソング（2023年）                   | 1999年 |
| monochrome                     | 日本たばこ産業『桃の天然水』CMソング                                    | 1999年 |
| Trauma                         | 日本たばこ産業『桃の天然水』CMソング                                    | 1999年 |
| End roll                       | 森永製菓『こんがりショコラ』CMソング                                    | 1999年 |
| appears                        | 花王『ソフィーナ・オーブ クリスマス』CMソング                           | 1999年 |
| kanariya                       | TBS系『COUNT DOWN TV』1999年12月度オープニングテーマ                    | 1999年 |
| And Then                       | 花王ソフィーナ『AUBE』イメージソング                                    | 1999年 |
| Fly high                       | ライコスCMソング                                                        | 1999年 |
| Who…                           | 映画『月』主題歌                                                        | 2000年 |
| vogue                          | コーセー『VISÉE』CMソング                                               | 2000年 |
| vogue                          | コーセー『VISÉE マーメイド編』CMソング                                  | 2000年 |
| ever free                      | フジテレビ系ドラマ『天気予報の恋人』挿入歌                              | 2000年 |
| Far away                       | ツーカーセルラー東京・東海CMソング                                      | 2000年 |
| SEASONS                        | フジテレビ系ドラマ『天気予報の恋人』主題歌                              | 2000年 |
| SEASONS                        | コーセー『VISÉE 偏光編』CMソング                                        | 2000年 |
| SURREAL                        | たかの友梨ビューティクリニック CMソング                                 | 2000年 |
| Duty                           | たかの友梨ビューティクリニック CMソング                                 | 2000年 |
| End of the World               | ツーカーセルラー東京・東海CMソング                                      | 2000年 |
| M                              | ツーカーセルラー東京・東海CMソング                                      | 2000年 |
| M                              | テレビ朝日×Ameba TV共同制作ドラマ『M 愛すべき人がいて』主題歌（2020年） | 2000年 |
| evolution                      | コーセー『ヴィセ』CMソング                                              | 2001年 |
| evolution                      | アスミック・エース映画『ヘルタースケルター』主題歌（2012年）            | 2001年 |
| NEVER EVER                     | キリンビバレッジ『サプリ』CMソング                                      | 2001年 |
| Endless sorrow                 | TBS系ドラマ『昔の男』主題歌                                             | 2001年 |
| UNITE!                         | キリンビバレッジ『サプリ』CMソング                                      | 2001年 |
| Dearest                        | よみうりテレビ・日本テレビアニメ『犬夜叉』エンディングテーマ            | 2001年 |
| Dearest                        | ツーカーセルラー東京 2001年 CMソング                                    | 2001年 |
| Dearest                        | ジェムキャッスルゆきざきCMソング（2023年）                              | 2001年 |
| I am...                        | コーセー『VISÉE』CMソング                                               | 2001年 |
| Naturally                      | コーセー『VISÉE』CMソング                                               | 2001年 |
| Naturally                      | コーセー『VISÉE ドーリーメイク編』TV-CFソング                           | 2001年 |
| still alone                    | たかの友梨ビューティクリニック CMソング                                 | 2001年 |
| no more words                  | アニメ映画『犬夜叉 時代を越える想い』主題歌                             | 2001年 |
| Daybreak                       | パナソニック『LUMIX』CMソング                                           | 2001年 |
| Daybreak                       | パナソニック『LUMIX F1』CMソング                                        | 2002年 |
| Daybreak                       | パナソニックソルトレイクオリンピック関連商品CMソング                    | 2002年 |
| Free & Easy                    | パナソニックMDステレオシステム『PM57MD』CMソング                        | 2002年 |
| independent                    | 日本テレビ放送網『THE BASEBALL 2002』イメージソング                     | 2002年 |
| July 1st                       | コーセー『VISÉE（ヴィセ）』TV-CFソング                                  | 2002年 |
| HANABI                         | ツーカーセルラー東京 CFイメージソング                                   | 2002年 |
| Voyage                         | TBS系ドラマ『マイリトルシェフ』主題歌                                   | 2002年 |
| Voyage                         | 短編映画『月に沈む』主題歌                                              | 2002年 |
| everlasting dream              | パナソニック『MDミニコンポ』 CMソング                                   | 2002年 |
| WE WISH                        | コーセー『VISÉE』CMソング                                               | 2002年 |
| Real me                        | パナソニックSDマルチカメラ『D-snap』CMソング                            | 2002年 |
| Heartplace                     | パナソニック『LUMIX F1』CMソング                                        | 2002年 |
| everywhere nowhere             | パナソニック『ドッキンスタイルMD』CMソング                              | 2002年 |
| +                              | CX系『ayu ready?』エンディングテーマ                                    | 2002年 |
| RAINBOW                        | パナソニック『LUMIX』CMソング                                           | 2003年 |
| ourselves                      | コーセー『VISÉE』CMソング                                               | 2003年 |
| Greatful days                  | CX系『ayu ready?』テーマソング                                          | 2003年 |
| forgiveness                    | TBS系ドラマ『高原へいらっしゃい』主題歌                                 | 2003年 |
| No way to say                  | パナソニックポータブルMDプレーヤー『MJ57』CMソング                      | 2003年 |
| No way to say                  | TBS系『恋するハニカミ』テーマソング                                     | 2003年 |
| ANGEL'S SONG                   | パナソニック『D-snap』CMソング                                          | 2003年 |
| Because of You                 | パナソニック『LUMIX』CMソング                                           | 2003年 |
| Moments                        | コーセー『VISÉE』CMソング                                               | 2004年 |
| INSPIRE                        | ニューヨーク・グッゲンハイム美術館展 イメージソング                     | 2004年 |
| GAME                           | パナソニックMDステレオシステム『700MD』CMソング                         | 2004年 |
| CAROLS                         | パナソニックデジタルカメラ『LUMIX FX7』CMソング                         | 2004年 |
| About You                      | 森永製菓『ベイク』CMソング                                              | 2004年 |
| my name's WOMEN                | パナソニック『D-snap』CMソング                                          | 2004年 |
| walking proud                  | パナソニック ポータブルMD CMソング                                      | 2004年 |
| STEP you                       | パナソニック『D-snap Audio』CMソング                                    | 2005年 |
| is this LOVE?                  | 森永製菓『ベイク』CMソング                                              | 2005年 |
| fairyland                      | カメリアダイヤモンドCMソング                                            | 2005年 |
| fairyland                      | 日本テレビ系『音楽戦士 MUSIC FIGHTER』8月度オープニングテーマ           | 2005年 |
| fairyland                      | 日本テレビ系『スポーツうるぐす』イメージソング                          | 2005年 |
| fairyland                      | 日産自動車『X-TRAIL CUP』 オフィシャルテーマソング                      | 2005年 |
| alterna                        | パナソニック『LUMIX FX8』CMソング                                       | 2005年 |
| HEAVEN                         | 松竹配給映画『SHINOBI -HEART UNDER BLADE-』主題歌                       | 2005年 |
| HEAVEN                         | パナソニック『LUMIX FX9』CMソング                                       | 2005年 |
| Bold & Delicious               | パナソニック 『D-snap Audio』CMソング                                   | 2005年 |
| Bold & Delicious               | パナソニック『D-dock』CMソング                                          | 2005年 |
| rainy day                      | PS2用ゲームソフト『新 鬼武者 DAWN OF DREAMS』エンディングテーマ         | 2005年 |
| Startin'                       | PS2用ゲームソフト『新 鬼武者 DAWN OF DREAMS』オープニングテーマ         | 2006年 |
| Startin'                       | 日本テレビ系『スポーツうるぐす』2006年2月・3月期テーマソング            | 2006年 |
| Born To Be...                  | 日本テレビ系『トリノ2006』テーマソング                                  | 2006年 |
| BLUE BIRD                      | 『ゼスプリ・ゴールドキウイ』CMソング                                    | 2006年 |
| Beautiful Fighters             | パナソニック『D-snap Audio』CMソング                                    | 2006年 |
| Beautiful Fighters             | パナソニック『D-dock』CMソング                                          | 2006年 |
| Ladies Night 〜another night〜 | パナソニック『LUMIX FX01』CMソング                                      | 2006年 |
| glitter                        | 『ゼスプリ・ゴールドキウイ』CMソング                                    | 2007年 |
| fated                          | 映画『怪談』主題歌                                                      | 2007年 |
| Secret                         | 映画『傷だらけの男たち』主題歌                                          | 2007年 |
| talkin' 2 myself               | パナソニック『LUMIX FX33』CMソング                                      | 2007年 |
| decision                       | MTI『music.jp』CMソング                                                 | 2007年 |
| Together When...               | MTI『music.jp』CMソング                                                 | 2007年 |
| (don't) Leave me alone         | MTI『music.jp』CMソング                                                 | 2007年 |
| Mirrorcle World                | パナソニック『LUMIX FX35』CMソング                                      | 2008年 |
| Mirrorcle World                | 第一興商 メロDAM CMソング                                               | 2008年 |
| Life                           | MTI『music.jp』CMソング                                                 | 2008年 |
| Days                           | NTTコミュニケーションズ『MUSICO（ミュージコ♪）』CMソング                | 2008年 |
| GREEN                          | パナソニック『LUMIX FX37』CMソング                                      | 2008年 |
| Rule                           | 20世紀フォックス映画『DRAGONBALL EVOLUTION』全世界共通主題歌            | 2009年 |
| Sparkle                        | HONDA『ZEST SPARK』CMソング                                             | 2009年 |
| NEXT LEVEL                     | パナソニック『LUMIX FX40』CMソング                                      | 2009年 |
| Curtain call                   | MTI『music.jp』CMソング                                                 | 2009年 |
| Sunrise 〜LOVE is ALL〜        | テレビ朝日系ドラマ『ダンディ・ダディ?〜恋愛小説家・伊崎龍之介〜』主題歌 | 2009年 |
| Sunrise 〜LOVE is ALL〜        | NTTコミュニケーションズ『MUSICO（ミュージコ♪）』CMソング                | 2009年 |
| Sunset 〜LOVE is ALL〜         | パナソニック『LUMIX FX60』TV-CFソング                                   | 2009年 |
| Sunset 〜LOVE is ALL〜         | MTI『music.jp』CMソング                                                 | 2009年 |
| You were...                    | 映画『ティンカー・ベルと月の石』イメージソング                          | 2009年 |
| You were...                    | MTI『music.jp』CMソング                                                 | 2009年 |
| BALLAD                         | 日中共同制作NHKドラマ『蒼穹の昴』主題歌                                 | 2009年 |
| Microphone                     | HONDA『ZEST SPARK』CMソング                                             | 2010年 |
| Microphone                     | MTI『music.jp』CMソング                                                 | 2010年 |
| Last Links                     | TBS系全国ネット『報道特集』エンディング・テーマ                         | 2010年 |
| Don't look back                | パナソニック『LUMIX FX66 & ZX3』CMソング                                | 2010年 |
| MOON                           | HONDA『ZEST Spark』CMソング                                             | 2010年 |
| blossom                        | ゼスプリ ゴールドキウイ・グリーンキウイ CMソング                        | 2010年 |
| crossroad                      | QUALITA by H.I.S. CMイメージソング                                      | 2010年 |
| Virgin Road                    | MTI『music.jp』CMソング                                                 | 2010年 |
| Sweet Season                   | ミリオンセラーマガジン『sweet』CMソング                                 | 2010年 |
| Love song                      | 日本テレビ系『スッキリ!!』12月テーマソング                              | 2010年 |
| progress                       | PS3用ゲームソフト『テイルズ オブ エクシリア』テーマソング               | 2011年 |
| ANother song                   | BeeTV『sweetTV』テーマソング                                            | 2011年 |
| Why...                         | H.I.S.台湾キャンペーンCMソング                                          | 2011年 |
| Why...                         | レコチョクTV-CMソング                                                   | 2011年 |
| beloved                        | 日本テレビ系『スッキリ!!』8月テーマソング                               | 2011年 |
| BRILLANTE                      | MTI『music.jp』CMソング                                                 | 2011年 |
| how beautiful you are          | フジテレビ系ドラマ『最後から二番目の恋』主題歌                          | 2012年 |
| Party queen                    | PEACH JOHN ワークブラCMソング                                           | 2012年 |
| You & Me                       | nissen 2012秋冬 CMソング                                                | 2012年 |
| Song 4 u                       | PS3用ゲームソフト『テイルズ オブ エクシリア2』テーマソング              | 2012年 |
| Wake me up                     | エバーライフ『皇潤sports』CMソング                                      | 2012年 |
| Ivy                            | フジテレビ系スペシャルドラマ『鬼女』主題歌                              | 2013年 |
| Feel the love                  | TBS系『COUNT DOWN TV』2013年12月・2014年1月度オープニングテーマ         | 2013年 |
| Feel the love                  | H.I.S.キャンペーンCMソング                                              | 2013年 |
| Feel the love                  | dwango.jp TV-CMソング                                                   | 2013年 |
| Feel the love                  | 第18回東京ガールズコレクション 2014 SPRING/SUMMER公式テーマソング       | 2014年 |
| Pray                           | アニメ映画『BUDDHA2 手塚治虫のブッダ -終わりなき旅-』主題歌             | 2014年 |
| Hello new me                   | フジテレビ系ドラマ『続・最後から二番目の恋』主題歌                      | 2014年 |
| Last minute                    | 日本テレビ系『バズリズム』4月オープニングテーマ                         | 2015年 |
| The Show Must Go On            | Samantha Thavasa『365日、毎日が記念日』CMソング                         | 2015年 |
| Step by step                   | NHKドラマ10『美女と男子』主題歌                                         | 2015年 |
| TODAY                          | 東京インテリア CMソング                                                 | 2016年 |
| TODAY                          | ハウステンボス TV-CM大人旅秋篇                                          | 2016年 |
| We are the QUEENS              | iOS/Android向けゲームアプリ『CLASH OF QUEENS』CMソング                  | 2016年 |
| MASK                           | RHYTHM「R-FACE BFTパック」CMソング                                      | 2023年 |
| 時代                           | テレビ朝日開局65周年記念ドラマプレミアム『万博の太陽』主題歌            | 2024年 |
| BYE-BYE                        | NHK『みんなのうた』4月～5月度放送曲                                     | 2024年 |
| Aurora                         | iOS/Android向けゲームアプリ『アズールレーン』7周年テーマソング          | 2024年 |
| mimosa                         | フジテレビ系 月9ドラマ『続・続・最後から二番目の恋』主題歌              | 2025年 |

## 受賞記録
音楽賞
日本レコード大賞
- 大賞 （2001年「Dearest」、2002年「Voyage」、2003年「No way to say」）
- 特別賞  (2024年)

日本ゴールドディスク大賞
- アーティスト・オブ・ザイヤー（2001年、2002年、2004年）

日本有線大賞
- 大賞（2001年、2002年）

全日本有線放送大賞→ALL JAPANリクエストアワード→ベストヒット歌謡祭
- グランプリ（2000年、2001年、2002年〈ポップス部門〉、2003年〈ポップス部門〉）

ワールド・ミュージック・アワード
- Best-selling Artist/Japan（2001年、2005年）、Best-selling Artist/Asia（2002年）
- Best Pops Singer/Japan（2003年）

その他の受賞・受章
ベストドレッサー賞（2000年）
ベストジーニスト一般選出部門（2000年、2001年、2003年 - 2005年）
- 木村拓哉、草彅剛に続いて3人目、女性では初の殿堂入り

ネイルクィーン（2001年 - 2003年）殿堂入り
バービーアワード（2001年）第1回受賞
ブルガリ ブリリアントドリームアワード（2001年）個人賞
日本メガネベストドレッサー賞（2001年） - サングラス部門
オリコン平成アーティストトータルセールスランキング - 4位
DAMで平成で最も歌われた歌手別ランキング - 1位
dヒッツ年間歌手別ランキング(2020年) - 20位
紺綬褒章（2021年）
アルバムTOP10入り獲得作品数 - 2位 (2021年)
女性アーティストによるアルバムTOP10入り獲得作品数 - 1位 (2021年)
TOWER RECORDS MUSIC年間アーティストランキング (2022年)
DAM30年間歌手別ランキング - 1位 (2023年)
DAM歴代歌手別ランキング - 1位 (2024年)
Weibo2025年度ベストアーティスト賞 (2025年)

## ライブ / イベント

### 単発公演・ツアー
- 「A」はすべてロゴ表記

### 出演イベント
| 公演年 | タイトル                                                              | 公演日・会場                                                     |
| ------ | --------------------------------------------------------------------- | ---------------------------------------------------------------- |
| 1998年 | Velfarre Opening Act 1st Scene                                        | 3月15日 ヴェルファーレ（東京都）                                 |
| 1998年 | Velfarre Opening Act 2nd Scene                                        | 3月26日 ヴェルファーレ（東京都）                                 |
| 1998年 | Velfarre Count Down                                                   | 12月31日 ヴェルファーレ（東京都）                                |
| 1999年 | avex MILLENIUM COUNT DOWN 1999-2000                                   | 12月31日 ヴェルファーレ（東京都）                                |
| 2000年 | avex summer paradise 2000 Channel a SUPER LIVE                        | 8月31日 国立代々木競技場・第一体育館（東京都）                   |
| 2002年 | MTV Asia Awards 2002                                                  | 2月2日 シンガポール・インドア・スタジアム (シンガポール)         |
| 2002年 | a-nation '02                                                          | 8月4日 安比高原スキー場野外特設会場 (岩手県)                     |
| 2002年 | a-nation '02                                                          | 8月10日 呉港特設野外会場 (広島県)                                |
| 2002年 | a-nation '02                                                          | 8月11日 ハウステンボス特設野外会場 (長崎県)                      |
| 2002年 | a-nation '02                                                          | 8月17日 スポーツランドSUGO (宮城県)                              |
| 2002年 | a-nation '02                                                          | 8月18日 つま恋リゾート 彩の郷・多目的広場 (静岡県)               |
| 2002年 | a-nation '02                                                          | 8月24日 WTCオープンエアスタジアム (大阪府)                       |
| 2002年 | a-nation '02                                                          | 8月25日 WTCオープンエアスタジアム (大阪府)                       |
| 2002年 | a-nation '02                                                          | 8月31日 お台場野外特設会場 (東京都)                              |
| 2002年 | a-nation '02                                                          | 9月1日 お台場野外特設会場 (東京都)                               |
| 2002年 | 日中国交正常化30周年記念コンサート                                    | 9月22日 北京工人体育場 (北京市)                                  |
| 2003年 | Chinese Music Awards                                                  | 1月29日 上海大劇院（上海市）                                     |
| 2004年 | MTV THE SUPER DRY LIVE 2004                                           | 5月22日 国立代々木競技場第一体育館（東京都）                     |
| 2004年 | ASIA SONG FESTIVAL 2004                                               | 11月16日 オリンピック公園体操競技場（ソウル市）                  |
| 2005年 | EXPO 2005 AICHI, JAPAN                                                | 3月24日 EXPOドーム（愛知県）                                     |
| 2008年 | a-nation '08                                                          | 8月30日 味の素スタジアム（東京都）                               |
| 2008年 | a-nation '08                                                          | 8月31日 味の素スタジアム（東京都）                               |
| 2009年 | a-nation '09                                                          | 8月1日 カントリーパーク（熊本県）                                |
| 2009年 | a-nation '09                                                          | 8月8日 ニンジニアスタジアム（愛媛県）                            |
| 2009年 | a-nation '09                                                          | 8月15日 ポートメッセなごや野外特設会場（愛知県）                 |
| 2009年 | a-nation '09                                                          | 8月22日 味の素スタジアム（東京都）                               |
| 2009年 | a-nation '09                                                          | 8月23日 味の素スタジアム（東京都）                               |
| 2009年 | a-nation '09                                                          | 8月29日 長居陸上競技場（大阪府）                                 |
| 2009年 | a-nation '09                                                          | 8月30日 長居陸上競技場（大阪府）                                 |
| 2010年 | a-nation '10                                                          | 8月7日 ニンジニアスタジアム（愛媛県）                            |
| 2010年 | a-nation '10                                                          | 8月14日 ポートメッセなごや野外特設会場（愛知県）                 |
| 2010年 | a-nation '10                                                          | 8月21日 長居陸上競技場（大阪府）                                 |
| 2010年 | a-nation '10                                                          | 8月22日 長居陸上競技場（大阪府）                                 |
| 2010年 | a-nation '10                                                          | 8月28日 味の素スタジアム（東京都）                               |
| 2010年 | a-nation '10                                                          | 8月29日 味の素スタジアム（東京都）                               |
| 2011年 | a-nation 10th Anniversary for Life                                    | 7月30日 ニンジニアスタジアム（愛媛県）                           |
| 2011年 | a-nation 10th Anniversary for Life                                    | 8月6日 海の中道海浜公園野外劇場（福岡県）                        |
| 2011年 | a-nation 10th Anniversary for Life                                    | 8月13日 ポートメッセ名古屋野外特設会場（愛知県）                 |
| 2011年 | a-nation 10th Anniversary for Life                                    | 8月20日 長居陸上競技場（大阪府）                                 |
| 2011年 | a-nation 10th Anniversary for Life                                    | 8月21日 長居陸上競技場（大阪府）                                 |
| 2011年 | a-nation 10th Anniversary for Life                                    | 8月27日 味の素スタジアム（東京都）                               |
| 2011年 | a-nation 10th Anniversary for Life                                    | 8月28日 味の素スタジアム（東京都）                               |
| 2012年 | a-nation stadium fes. 2012                                            | 8月26日 味の素スタジアム（東京都）                               |
| 2012年 | 氣志團万博2012 房総ロックンロール・オリンピック                       | 9月17日 袖ケ浦海浜公園（千葉県）                                 |
| 2013年 | a-nation stadium fes. 2013                                            | 9月1日 味の素スタジアム（東京都）                                |
| 2013年 | テレビ朝日開局55周年記念 テレビ朝日ドリームフェスティバル2013         | 9月21日 国立代々木競技場第一体育館（東京都）                     |
| 2014年 | a-nation stadium fes. 2014                                            | 8月31日 味の素スタジアム（東京都）                               |
| 2014年 | a-nation singapore Premium Showcase                                   | 10月18日 MasterCard Theatres at Marina Bay Sands（シンガポール） |
| 2015年 | a-nation stadium fes. 2015                                            | 8月22日 ヤンマースタジアム長居（大阪府）                         |
| 2015年 | a-nation stadium fes. 2015                                            | 8月23日 ヤンマースタジアム長居（大阪府）                         |
| 2015年 | a-nation stadium fes. 2015                                            | 8月30日 味の素スタジアム（東京都）                               |
| 2016年 | FEVER a-nation by SANKYO                                              | 8月2日 国立代々木競技場第一体育館 (東京都)                       |
| 2016年 | a-nation stadium fes. 2016                                            | 8月28日 味の素スタジアム（東京都）                               |
| 2017年 | PARADISE CASINO WALKER HILL 創立49周年記念 AYUMI HAMASAKI DINNER SHOW | 3月7日 Paradise Casino Walkerhill (ソウル市)                     |
| 2017年 | a-nation stadium fes. 2017                                            | 8月27日 味の素スタジアム（東京都）                               |
| 2018年 | TOKYO RAINBOW PRIDE 2018                                              | 5月6日 代々木公園野外ステージ (東京都)                           |
| 2018年 | a-nation stadium fes. 2018                                            | 8月29日 味の素スタジアム（東京都）                               |
| 2020年 | a-nation online 2020                                                  | 8月29日 オンライン                                               |
| 2021年 | Bilibili Macro Link 2021                                              | 8月26日 メルセデス・ベンツアリーナ（上海市）                     |

## 出演

### テレビ
浜崎あゆみ 名義
- ayu ready?（2002年 - 2004年、フジテレビ）
- スーパーテレビ情報最前線（日本テレビ）
  - 「噂の歌手の正体見た浜崎あゆみ…光と影」（2000年5月22日）
  - 「浜崎あゆみ…光と影 25歳の絶望と決断」（2004年4月12日）

- NHK MUSIC SPECIAL 浜崎あゆみ ～ayu 25年の軌跡～（2023年10月5日、NHK）

浜崎くるみ 名義
- ツインズ教師（1993年、テレビ朝日） - 立花桃 役

浜崎 歩 名義
- バトルスピリッツ 龍虎の拳（1993年、フジテレビ、単発アニメ） - ユリ・サカザキ 役（声優）
- 殿様のフェロモン（1993年、フジテレビ）

浜﨑あゆみ 名義
- たけし・所のドラキュラが狙ってる（1994年、TBS）
- H・I・P（1994年、テレビ朝日）
- どんまい!!スポーツ&ワイド内、水曜「an pom」レギュラー（1994年、日本テレビ）
- Weekend H・I・P - AXEL スペシャル（1994年、テレビ朝日）
- 西遊記 第11話「未来を見通す家なき子」（1994年、日本テレビ）- 香琳 役
- 第32回 新春かくし芸大会 演目『クニコパトラ』（1995年、フジテレビ）
- オ・ト・ナにして　Complex Blue 第8話「ただ今、ブルセラ追跡中!」（1995年、テレビ朝日）
- 湘南リバプール学院 第24話「アイドルにはなれない」（1995年、フジテレビ） - 入江さやか 役
- 未成年（1995年、TBS） - 田畑瞳 役
- 火曜サスペンス劇場「名無しの探偵シリーズ11・ガラスの少女」（1995年、日本テレビ） - 川久保奈美 役
- きっと誰かに逢うために 第9話「17才のリアル」（1996年、テレビ東京） - 弥生 役
- 土曜ワイド劇場「少女Aの殺人・女子高校生が父に殺意を抱く時…スキャンダルが名門校を揺らす!」（1996年、テレビ朝日） - 高杉いずみ 役
- 闇のパープル・アイ（1996年、テレビ朝日） - 森島由佳 役
- 土曜ワイド劇場「同居人カップルの殺人推理旅行4・嘘をつく女 熊本阿蘇〜財産を狙って欲望が渦巻く」（1996年、テレビ朝日） - 野村舞 役

### NHK紅白歌合戦出場歴
| 年     | 放送回 | 回 | 曲目                                                                       | 出演順 | 対戦相手           | 備考               |
| ------ | ------ | -- | -------------------------------------------------------------------------- | ------ | ------------------ | ------------------ |
| 1999年 | 第50回 | 初 | 「Boys & Girls」                                                           |        | 野猿               |                    |
| 2000年 | 第51回 | 2  | 「SEASONS」                                                                |        | L'Arc～en～Ciel    | 後半トップバッター |
| 2001年 | 第52回 | 3  | 「Dearest」                                                                | 14/27  | ゴスペラーズ       |                    |
| 2002年 | 第53回 | 4  | 「Voyage」                                                                 | 15/27  | ポルノグラフィティ |                    |
| 2003年 | 第54回 | 5  | 「No way to say」                                                          | 16/31  | 森山直太朗         |                    |
| 2004年 | 第55回 | 6  | 「Moments」                                                                | 18/28  | ゴスペラーズ(2)    |                    |
| 2005年 | 第56回 | 7  | 「fairyland」                                                              | 17/30  | 氷川きよし         |                    |
| 2006年 | 第57回 | 8  | 「JEWEL」                                                                  | 16/27  | スキマスイッチ     |                    |
| 2007年 | 第58回 | 9  | 「Together When...」                                                       | 17/29  | 槇原敬之           |                    |
| 2008年 | 第59回 | 10 | 「Mirrorcle World」                                                        | 1/26   | 布施明             | トップバッター     |
| 2009年 | 第60回 | 11 | 「Rule」                                                                   | 1/25   | EXILE              | トップバッター(2)  |
| 2010年 | 第61回 | 12 | 「Virgin Road」                                                            | 1/22   | EXILE(2)           | トップバッター(3)  |
| 2011年 | 第62回 | 13 | 「progress」                                                               | 1/28   | NYC                | トップバッター(4)  |
| 2012年 | 第63回 | 14 | 2012 A SPECIAL メドレー（Aはロゴ表記） 「Dearest」「evolution」「SURREAL」 | 1/25   | NYC(2)             | トップバッター(5)  |
| 2013年 | 第64回 | 15 | 「INSPIRE」                                                                | 1/25   | Sexy Zone          | トップバッター(6)  |

2022年現在、トップバッターとして通算6度は紅組の最多記録。6年連続トップバッターは紅白通じての最多記録。

### 映画
- A3D ayumi hamasaki ARENA TOUR 2009 A 〜NEXT LEVEL〜（2010年、3D映画）
- A3D II ayumi hamasaki Rock'n'Roll Circus Tour FINAL 〜7days Special〜（2011年、3D映画）

以下、浜﨑あゆみ名義
- すももももも（1995年、パル企画） - 栗子 役
- 麗霆゛子!! 総長最後の日（1995年、パル企画） - 最上みさき 役
- 渚のシンドバッド（1995年、東宝） - 相原果沙音 役
- 学校II（1996年、松竹） - 青山由香 役
- 湘南爆走族 帰ってきた伝説の5人（1997年、徳間ジャパンコミュニケーションズ） - 津山よし子 役

### ラジオ
- 放課後の王様（セント・ギガ）
  - サテラビュー向けに放送されたラジオ番組。泉谷しげるとともに週1回火曜日のパーソナリティを担当。
- 浜崎あゆみのオールナイトニッポン（ニッポン放送）